# Diego de Bernuy Orense
 (octobre 2023).
La mise en forme du texte ne suit pas les recommandations de Wikipédia : il faut le « wikifier ».
Les points d'amélioration suivants sont les cas les plus fréquents :
- Les titres sont pré-formatés par le logiciel. Ils ne sont ni en capitales, ni en gras.
- Le texte ne doit pas être écrit en capitales (les noms de famille non plus), ni en gras, ni en italique, ni en « petit »…
- Le gras n'est utilisé que pour surligner le titre de l'article dans l'introduction, une seule fois.
- L'italique est rarement utilisé : mots en langue étrangère, titres d'œuvres, noms de bateaux, etc.
- Les citations ne sont pas en italique mais en corps de texte normal. Elles sont entourées par des guillemets français : « et ».
- Les listes à puces sont à éviter, des paragraphes rédigés étant largement préférés. Les tableaux sont à réserver à la présentation de données structurées (résultats, etc.).
- Les appels de note de bas de page (petits chiffres en exposant, introduits par l'outil «  Source ») sont à placer entre la fin de phrase et le point final[comme ça].
- Les liens internes (vers d'autres articles de Wikipédia) sont à choisir avec parcimonie. Créez des liens vers des articles approfondissant le sujet. Les termes génériques sans rapport avec le sujet sont à éviter, ainsi que les répétitions de liens vers un même terme.
- Les liens externes sont à placer uniquement dans une section « Liens externes », à la fin de l'article. Ces liens sont à choisir avec parcimonie suivant les règles définies. Si un lien sert de source à l'article, son insertion dans le texte est à faire par les notes de bas de page.
- La présentation des références doit suivre les conventions bibliographiques. Il est recommandé d'utiliser les modèles {{Ouvrage}}, {{Chapitre}}, {{Article}}, {{Lien web}} et/ou {{Bibliographie}}. Le mode d'édition visuel peut mettre en forme automatiquement les références.
- Insérer une infobox (cadre d'informations à droite) n'est pas obligatoire pour parachever la mise en page.

Pour une aide détaillée, merci de consulter Aide:Wikification.
Si vous pensez que ces points ont été résolus, vous pouvez retirer ce bandeau et améliorer la mise en forme d'un autre article.
Diego de Bernuy de Orense est un marchand et pastelier castillan, né vers 1503 à Burgos et mort fin 1563 dans la même ville, appartenant à la célèbre famille de marchands des de Bernuy. Il est le fils de Diego de Bernuy Dávila, et le neveu du capitoul toulousain Jean de Bernuy.

## Biographie

### Jeunesse
Diego de Bernuy de Orense naît vers 1503 à Burgos. Il est le deuxième enfant d'un mariage prospère entre Diego de Bernuy Dávila, richissime pastelier, et Isabel Orense de la Mota, issue d'une des familles de la noblesse les plus respectés de Burgos, dont le père, Juan Alonso de la Mota, est commandeur de l'ordre de Santiago et maire de Burgos, et le frère, Pedro Ruiz de la Mota (es), devient un évêque influent sous le règne de Charles Quint.
À la mort de son père en 1519, Diego n'a que seize ans. Des disputes éclatent entre les trois frères sur le partage de l'héritage et les relations se dégradent rapidement, allant même jusqu'à l'affrontement direct entre eux, en effet, grâce à son négoce et ses investissements, l'héritage de leur père de près de 31 850 293 maravédis. C'est finalement leur mère, Isabel de Orense, qui résout les querelles en reprenant elle-même le contrôle affaires familiales.

### Âge adulte
Après sa majorité, Diego prend progressivement la direction de la compagnie, d'abord avec l'aide de sa mère puis avec son oncle Jean de Bernuy. Ce seront les années les plus prospères de la famille, avant le déclin du commerce du pastel, dû à l'introduction de l'indigo, nouvelle plante teinturière cultivée en Amérique. Il s'appuie d'abord sur le soutien de sa famille maternelle, très influente à la cour d'Espagne, qui lui permet ainsi des relations privilégiées avec la Couronne, comme l'indique son apparition sous la dénomination de "serviteur de l'empereur" dans le livre d'armoiries de la confrérie des chevaliers de Santiago de Burgos, où il est orné d'un bouclier comportant un blason, preuve de plus de sa volonté d'imiter la noblesse. Cependant, la mort de son oncle Pedro Ruiz de la Mota en 1522 romps ce lien et l'oblige à changer de stratégie.
D'autres associés sont aussi présents dans l'entreprise, comme Alvaro de Cuevas ou Pedro de San Estebàn, fournissant du capital. Les autres membres de la famille servent d'agents dans les points importants de commerce, comme les ports ou les marchés européens, avec par exemple les frères de Jean présents à Londres et à Anvers. Ainsi, le capital de la compagnie était d'au moins 200 000 000 maravédis, mais très probablement bien supérieur, en faisant une des compagnies les plus riches de Castille et d'Europe, au niveau des grandes entreprises d'Italie et d'Allemagne.
La mort de sa mère exacerbe encore les tensions avec ses frères, qui se disputent pour son héritage (de presque 40 000 000 maravédis) devant la justice royale.
En plus de l'enrichissement monétaire procuré par ses activités, Diego, dans la lignée de son père et de ses oncles, cherche aussi à adopter une vie et un comportement proche de celui de la haute noblesse de l'époque. Son succès dans les affaires commerciales en font une figure de proue du patriciado urbano, un groupe social qui malgré ses origines bourgeoises adoptait le comportement et les habitudes des nobles et de l'aristocratie.

### Fin de vie
Comme un bon nombre de membres de la famille, Diego n'échappera pas à la fièvre religieuse de la fin du XVIe siècle. A la fin de sa vie, il sera condamné par l'Inquisition castillane en raison de ses origines juives. En effet, il était considéré comme un judaïsant, autrement dit comme un catholique pratiquant secrètement la religion juive. Quelques années avant sa mort, il fit la paix avec ses frères, Diego les mentionnant dans son testament, effaçant leurs dettes qu'ils avaient contractés envers lui et les recommandant à ses enfants. Il meurt en 1563, en ayant fait fructifier très largement les héritages de ses parents et, à sa mort, sa fortune est évaluée à plus de 270 000 000 maravédis.